# Ulrich Busch (Finanzwissenschaftler)

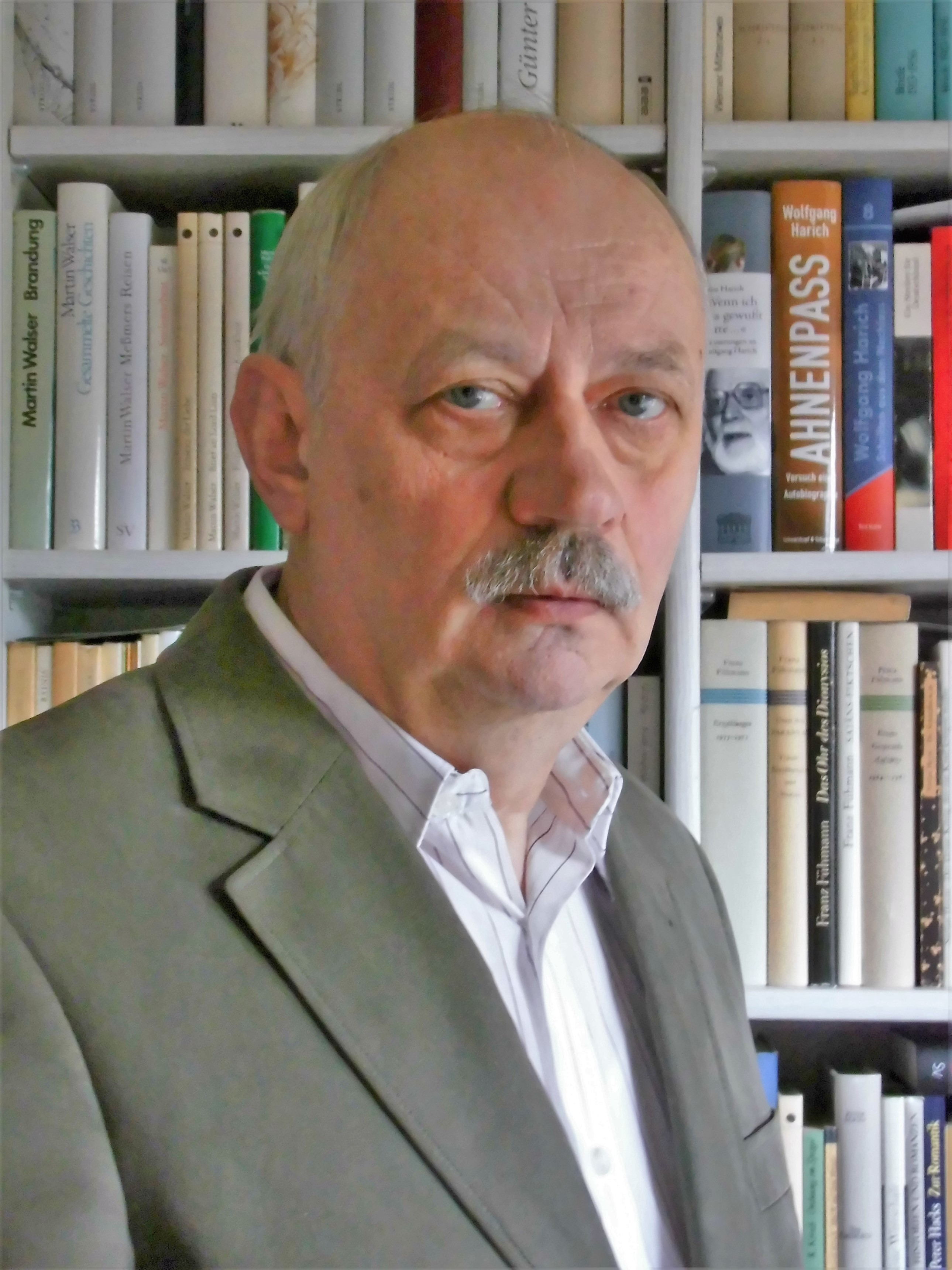
Ulrich Busch (2016)

Ulrich Busch (* 22. Januar 1951 in Magdeburg) ist ein deutscher Finanzwissenschaftler und Hochschullehrer für Volkswirtschaftslehre.

## Werdegang
Ulrich Busch wurde 1951 in Magdeburg geboren. Er besuchte hier von 1965 bis 1969 eine Erweiterte Oberschule (EOS) und absolvierte parallel dazu eine Berufsausbildung als Bankkaufmann. 1969 legte er sein Abitur ab. Anschließend nahm er ein Studium in der Fachrichtung Finanzwissenschaft an der Humboldt-Universität zu Berlin (HUB) auf, das er 1973 mit dem Diplom abschloss.
Es folgte von 1973 bis 1976 ein Forschungsstudium, das er mit der Promotion zum Doktor der Ökonomie (Dr. oec.) mit einer Dissertation zum Thema „Bedürfnisentwicklung und Geldeinkommen“ beendete.

## Berufstätigkeit
Busch begann 1976 seine berufliche Tätigkeit als Wissenschaftlicher Assistent an der Wirtschaftswissenschaftlichen Fakultät der HUB. Danach wechselte er in die Praxis und war von 1977 bis 1981 als Direktor für Aus- und Weiterbildung an der Staatsbank der DDR in Berlin tätig. Gleichzeitig wirkte er als Lehrbeauftragter an der HUB und erwarb 1980 seine Lehrbefähigung (Facultas Docendi).
1981 wechselte er zurück an die HUB und arbeitete bis 1986 als Wissenschaftlicher Oberassistent. 1984 habilitierte er sich auf dem Gebiet der Wirtschaftswissenschaften mit einer Arbeit zum Thema „Geldakkumulation und volkswirtschaftliche Proportionalität“ zum Dr. sc. oec. Seine wissenschaftliche Leistung wurde 1997 von der Fakultät als Habilitation anerkannt.
1987 erfolgte seine Berufung zum Hochschuldozenten (entsprach C3-Professor) an der Wirtschaftswissenschaftlichen Fakultät der HUB. Er wurde Leiter des Arbeitskreises „Geld und Kredit“ und beteiligte sich an interdisziplinären Forschungsprojekten und universitären Reformvorhaben.
Im Zuge der Wiedervereinigung 1989/1990 beteiligte sich Busch aktiv an der Umstrukturierung der Lehre und am Neuaufbau der Wirtschaftswissenschaftlichen Fakultät der HUB. 1992 wurde er amtierender Direktor des Instituts für Volkswirtschaftslehre. Nach der Neukonstituierung der Fakultät zum 1. Januar 1993 erfolgte seine Übernahme in ein neues Dienstverhältnis. 1998 bis 2001 war er in der Forschung mit einem umfangreichen DFG-Projekt „West-Ost-Transfers“ befasst. 2002 war Busch am Institut für Regionalentwicklung und Strukturplanung (IRS) in Erkner bei Berlin tätig.
Busch wirkte zudem als Gastdozent an der Freien Universität Berlin, als Vertretungsprofessor an der Hochschule Anhalt und als Dozent an der Frankfurt School of Finance & Management.
Darüber hinaus nahm er Lehr- und Forschungsaufenthalte im Ausland wahr: an der Karls-Universität Prag, an der Finanzhochschule in Sankt Petersburg, an der Wirtschaftsuniversität Budapest, am Rijksuniversitair Centrum Antwerpen, an der Université de Vincennes-Saint-Denis (Paris VIII), an der ETH Zürich und der New School for Social Research New York.
Busch war verantwortlicher Redakteur der Zeitschrift „Utopie kreativ“ und ist Redakteur des sozial- und geisteswissenschaftlichen Journals „Berliner Debatte Initial“.
Von 2005 bis 2009 war Busch Koordinator der Ostdeutschlandforschung am „Zentrum Technik und Gesellschaft“ (ZTG) der TU Berlin. Als weitere Tätigkeiten sind hervorzuheben: Mitarbeit an der Sozioökonomischen Berichterstattung am Soziologischen Forschungsinstitut (SoFi) der Georg-August-Universität Göttingen, Mitwirkung in der Arbeitsgruppe Alternative Wirtschaftspolitik (Memorandum), Zugehörigkeit zum Arbeitskreis „Politische Ökonomie“ sowie zum Arbeitskreis „Gesellschaftsanalyse“ der Leibniz-Sozietät.

## Forschungsschwerpunkte
In seiner Forschungstätigkeit hat Busch insbesondere auf folgenden Gebieten gewirkt:
- Volkswirtschaftstheorie (Geldtheorie[4][5], Finanztheorie, Verteilungstheorie),
- Wirtschaftspolitik (Allgemeine Wirtschaftspolitik[6], Geldpolitik, Finanzpolitik),
- Transformationsforschung[7],
- Ostdeutschlandforschung (Regionalpolitik)[8][9].

Seine Forschungsergebnisse hat Busch in zahlreichen wissenschaftlichen Veröffentlichungen zu den genannten Themen niedergelegt.

## Mitgliedschaften und Ehrungen (Auswahl)
- 1973 bis 1976 Karl-Marx-Stipendium
- 1985 László-Radványi-Preis für Wirtschaftswissenschaften (benannt nach Johann Lorenz Schmidt, namhafter Professor für Volkswirtschaftslehre an der HUB und international beachteter Forscher zur politischen Ökonomie der Entwicklungsländer; Ehepartner der Schriftstellerin Anna Seghers)
- 1996 Mitglied der Arbeitsgruppe Alternative Wirtschaftspolitik (Memorandum)
- 2004 Mitglied des Netzwerks Ostdeutschlandforschung
- 2009 Wahl zum Mitglied der Leibniz-Sozietät der Wissenschaften zu Berlin, von 2010 bis 2021  Mitglied des Präsidiums und Schatzmeister
- 2016 Daniel-Ernst-Jablonski-Medaille der Leibniz-Sozietät der Wissenschaften zu Berlin.

## Veröffentlichungen (Auswahl)
Busch ist Herausgeber, Mitherausgeber, Autor und Mitautor von mehr als 500 wissenschaftlichen Buch- und Zeitschriftenpublikationen, Rezensionen, Artikeln und Forschungsberichten zu volks- und finanzwirtschaftlichen sowie gesellschaftspolitischen Themen.
- als Mitherausgeber: Die Zukunft der DDR-Wirtschaft. Rowohlt, Reinbek 1990, ISBN 3-499-18728-0.
- als Hrsg.: Monetäre Probleme. Metropolis, Marburg 1991, ISBN 3-926570-34-2.
- als Mitherausgeber: Wirtschaftspolitische Konsequenzen der deutschen Vereinigung. Campus-Verlag, Frankfurt am Main / New York 1991, ISBN 3-593-34507-2.
- Sequencing und Timing im Transformationsprozess in Ungarn. In: H. Herr, A. Westphal (Hrsg.): Makroökonomische Probleme der Transformation. Theoretische Konzepte und Fallstudien aus Mittel- und Osteuropa. Campus, Frankfurt am Main / New York 1993, ISBN 3-593-34888-8.
- Conflicts and constraints in development strategies: The experience of Central and Eastern Europe. In: G. Köhler, Ch. Gore, U.-P. Reich, T. Ziesemer (Hrsg.): Questioning Development. Metropolis, Marburg 1996, ISBN 3-89518-075-0.
- Der reiche Westen und der arme Osten – Vermögensdifferenzierung in Deutschland seit 1990. In: J. G. Backhaus, G. Krause (Hrsg.): Zur politischen Ökonomie der Transformation. Metropolis, Marburg 1997, ISBN 3-89518-127-7.
- mit Günter Krause: Geldtheoretisches Denken in der DDR. In: H.-J. Stadermann, O. Steiger: Herausforderung der Geldwirtschaft. Metropolis, Marburg 1999, ISBN 3-89518-231-1.
- Georg Simmels Geldverständnis in der Tradition von Karl Marx. In: J. G. Backhaus, H.-J. Stadermann (Hrsg.): Georg Simmels Philosophie des Geldes. Einhundert Jahre danach. Metropolis, Marburg 2000, ISBN 3-89518-279-6.
- Transfer West-Ost und Ost-West: Wer machte das große Geschäft? In: F. Vilmar (Hrsg.): Zehn Jahre Vereinigungspolitik. trafo Verlag, Berlin 2000, ISBN 3-89626-221-1.
- Eigentumstransformation via Vermögenstransfer. In: H.-J. Stadermann, O. Steiger (Hrsg.): Verpflichtungsökonomik. Metropolis, Marburg 2001, ISBN 3-89518-345-8.
- Am Tropf – die ostdeutsche Transfergesellschaft. trafo Wissenschaftsverlag, Berlin 2002, ISBN 3-89626-364-1.
- Die Strukturreform des Banksektors der DDR zwischen 1967 und 1974 – wirtschaftliche und rechtliche Aspekte. In: G. Krause (Hrsg.): Rechtliche Wirtschaftskontrolle in der Planökonomie. Das Beispiel der DDR. (= Das Europa der Diktatur. Wirtschaftskontrolle und Recht. Band 3). Nomos, Baden-Baden 2002, ISBN 3-7890-7896-4.
- Joseph A. Schumpeters „Soziologie des Geldes“. In: J. Backhaus (Hrsg.): Joseph A. Schumpeter. Kluwer, Boston/ Dordrecht/ London 2003, ISBN 1-4020-7463-8.
- mit, Christian Müller: The new German transfer problem. In: Jahrbuch für Wirtschaftswissenschaften. Band 56, Heft 3. Vandenhoeck & Ruprecht, Göttingen 2005, ISSN 0948-5139.
- On the Nietzsche-Reception in the GDR. In: J. G. Backhaus, W. Drechsler (Hrsg.): Friedrich Nietzsche 1844–1900: Economy and Society. Springer, New York 2006, ISBN 0-387-32979-X.
- mit Karl Mai und Klaus Steinitz (Hrsg.): Ostdeutschland – zwischen Währungsunion und Solidarpakt II, eine Retrospektive kritisch-alternativer Ökonomen. trafo Wissenschaftsverlag, Berlin 2006, ISBN 3-89626-627-6.
- mit Wolfgang Kühn und Klaus Steinitz: Entwicklung und Schrumpfung in Ostdeutschland – aktuelle Probleme im 20. Jahr der Einheit. VSA-Verlag, Hamburg 2009, ISBN 978-3-89965-331-1.
- Wissens- und Technologietransfer in Berlin. In: Heinrich Parthey, Günter Spur, Rüdiger Wink (Hrsg.): Wissenschaft und Innovation. Wissenschaftsforschung Jahrbuch 2009. WVB, Berlin 2010, ISBN 978-3-86573-516-4.
- Eigentumstransformation im Prozess der friedlichen Revolution und der deutschen Vereinigung. In: Elmar Brähler, Irina Mohr (Hrsg.): 20 Jahre deutsche Einheit – Facetten einer geteilten Wirklichkeit. Psychosozial-Verlag, Gießen 2010, ISBN 978-3-8379-2093-2.
- Vereinigt und doch zweigeteilt: Zum Stand der deutsch-deutschen Konvergenz auf wirtschaftlichem Gebiet. In: Kurt Bohr, Arno Krause (Hrsg.): 20 Jahre Deutsche Einheit. Bilanz und Perspektiven. Nomos Verlag, Baden-Baden 2011, ISBN 978-3-8329-6362-0.
- mit Rainer Land: Teilhabekapitalismus – Fordistische Wirtschaftsentwicklung und Umbruch in Deutschland 1950-2009. In: Forschungsverbund Sozioökonomische Berichterstattung (Hrsg.): Berichterstattung zur soziökonomischen Entwicklung in Deutschland. Teilhabe im Umbruch. Zweiter Bericht. VS Verlag, Wiesbaden 2012, S. 111–152, ISBN 978-3-531-16500-4.
- mit Günter Krause (Hrsg.): Theorieentwicklung im Kontext der Krise. trafo Wissenschaftsverlag, Berlin 2013, ISBN 978-3-86464-049-0.
- mit Rainer Land: Teilhabekapitalismus. Aufstieg und Niedergang eines Regimes wirtschaftlicher Entwicklung am Fall Deutschland 1950 bis 2010. Ein Arbeitsbuch. Verlag BoD, Norderstedt 2013, ISBN 978-3-848256860.
- Die Innovationstheorie von Joseph A. Schumpeter – Impulse für die Gegenwart. In: Gerhard Banse, Hermann Grimmeis (Hrsg.): Wissenschaft – Innovation –Technologie.  Abhandlungen der Leibniz-Sozietät der Wissenschaften. Band 37. trafo Wissenschaftsverlag, Berlin 2014, ISBN 978-3-86464-053-7.
- mit Michael Thomas (Hrsg.): Transformation im 21. Jahrhundert. Theorien – Geschichte – Fallstudien.  Abhandlungen der Leibniz-Sozietät der Wissenschaften zu Berlin, Band 39, Erster und Zweiter Halbband. trafo Wissenschaftsverlag, Berlin 2015, ISBN 978-3-86464-089-6 und ISBN 978-3-86464-053-7.
- mit Michael Thomas (Hrsg.): Ein Vierteljahrhundert Deutsche Einheit – Facetten einer unvollendeten Integration. trafo Wissenschaftsverlag, Berlin 2015, ISBN 978-3-86464-100-8.
- als Hrsg.: Reform – Revolution – Transformation. Zur Theoriegeschichte des sozialen Wandels. Abhandlungen der Leibniz-Sozietät der Wissenschaften. Band 45. trafo Wissenschaftsverlag, Berlin 2016, ISBN 978-3-86464-123-7.
- Die Welt des Geldes. Zehn Essays zur monetären Ökonomie. Verlag Welt-Trends, Potsdam 2016, ISBN 978-3-945878-30-9.
- Aspekte der Geldkritik von Aristoteles bis heute. In: Philosophische Gespräche, Heft 45, Helle Panke e.V., Berlin 2017.
- als Mitherausgeber: Arbeit im Osten. Berliner Debatte Initial 28 (2017) H. 3, Potsdam, ISBN 978-3-945878-54-5.
- mit Gerhard Banse, Michael Thomas (Hrsg.): Digitalisierung und Transformation. Industrie 4.0 und digitalisierte Gesellschaft. Abhandlungen der Leibniz-Sozietät der Wissenschaften zu Berlin, Bd. 49. trafo-Wissenschaftsverlag, Berlin 2017, ISBN 978-3-86464-153-4.
- als Mitherausgeber: Karl Marx und der Anarchismus. Berliner Debatte Initial 29 (2018) H. 2, Potsdam, ISBN 978-3-945878-90-3.
- als Hrsg.: Dreißig Jahre. 1989/90 – 2019/20. Berliner Debatte Initial 30 (2019) H. 4, Potsdam, ISBN 978-3-947802-26-5.
- mit Michael Thomas (Hrsg.): Transformation im aktuellen Kontext – Chancen, Ambivalenzen und Blockade. Abhandlungen der Leibniz-Sozietät der Wissenschaften zu Berlin, Bd. 58. trafo Wissenschaftsverlag, Berlin 2019, ISBN 978-3-86464-207-4.
- Geldkritik. Theorien – Motive – Irrtümer. Abhandlungen der Leibniz-Sozietät der Wissenschaften zu Berlin, Bd. 65, trafo Wissenschaftsverlag, Berlin 2020, 400 S., ISBN  978-3-86464-217-3.
- Wirtschaft als blinder Fleck und Feindbild – Kritische Anmerkungen zur Behandlung ökonomischer Themen in der Bildung. In: Bernd Meier (Hrsg.): Bildung und Wirtschaft. Bildung zwischen Markt und Staat. Abhandlungen der Leibniz-Sozietät der Wissenschaften, Bd. 61, trafo-Wissenschaftsverlag Berlin 2020, ISBN 978-3-86464-212-8.
- Ostdeutschland 2020. Dreißig Jahre Beitritt, Integration und Transformation. Hefte zur ddr-Geschichte 153, Helle Panke e. V. Berlin 2020.
- mit Michael Thomas (Hrsg.): Streitfall Ostdeutschland. Grenzen einer Transformationserzählung. Abhandlungen der Leibniz-Sozietät der Wissenschaften, Bd. 72, trafo-Wissenschaftsverlag Berlin 2021, ISBN 978-3-86464-235-7.